# Husby-Ärlinghundra socken
Husby-Ärlinghundra socken i Uppland ingick i Ärlinghundra härad och är sedan 1971 en del av Sigtuna kommun, från 2016 inom Husby-Ärlinghundra och Odensala distrikt och Valsta distrikt.
Socknens areal är 37,67 kvadratkilometer, varav 37,62 land. År 1949 fanns här 1 453 invånare. Steninge slott, tätorten Märsta samt sockenkyrkan Husby-Ärlinghundra kyrka ligger i socknen. 

## Administrativ historik
Husby-Ärlinghundra socken har medeltida ursprung. Namnet Husby-Ärlinghundra gäller sedan 1 januari 1886 enligt beslut 17 april 1885. Även tidigare användes Husby-Ärlinghundra men även enbart Husby eller Husby Odensala.
Vid kommunreformen 1862 övergick socknens ansvar för de kyrkliga frågorna till Husby-Ärlinghundra församling och för de borgerliga frågorna till Husby-Ärlinghundra landskommun. Landskommunen inkorporerades 1952 i Märsta landskommun som 1971 uppgick i Sigtuna kommun. Ur församlingen utbröts 1998 Valsta församling samtidigt som Odensala församling införlivades.
1 januari 2016 inrättades distrikten Valsta samt Husby-Ärlinghundra och Odensala, med samma omfattning som Valsta församling och Husby-Ärlinghundra församling hade 1999/2000 och som de fick 1998, och vari detta sockenområde ingår.
Socknen har tillhört län, fögderier, tingslag och domsagor enligt vad som beskrivs i artikeln Ärlinghundra härad. De indelta soldaterna tillhörde Upplands regemente, Hundra Härads kompani, samt Livregementets dragonkår, Livskvadronenen, livkompaniet.

## Geografi
Husby-Ärlinghundra socken ligger kring Märsta med Sigtuna i väster och Arlanda och fjärden Skarven i sydväst. Socknen är en slättbygd i sin centrala och västra del del och skogsbygd i sydväst och öster.

## Fornlämningar
Från bronsåldern finns spridda gravrösen. Från järnåldern finns 30 gravfält, fem kilometer av stensträngar och en fornborg, Utsikten. Fem runstenar har påträffats.

## Namnet
Namnet skrevs 1257 Husabij och husby, 'förvaltningsgård'.